# Argulus varians
Argulus varians är en kräftdjursart som beskrevs av Bere 1936. Argulus varians ingår i släktet Argulus och familjen karplöss. Inga underarter finns listade i Catalogue of Life.